# スティーブ・エルセグ
スティーブ・エルセグ（Steve Erceg、1995年7月27日 - ）は、オーストラリアの男性総合格闘家。西オーストラリア州パース出身。ウィルクスMMA所属。UFC世界フライ級ランキング11位。スティーブン・エルセグ（Stephen Erceg）とも表記される。

## 来歴
西オーストラリア州パースでクロアチア系とイタリア系の家庭に生まれた。幼少期はWWEのファンであったが、UFC 81のブロック・レスナー対フランク・ミアを観て総合格闘技に興味を持ち、地元のジムで総合格闘技のトレーニングを始めた。2016年にプロ総合格闘技デビュー。

### UFC
2023年6月10日、怪我で欠場したマット・シュネルの代役として大会8日前のオファーを受けUFCに初参戦。UFC 289でフライ級ランキング10位のダビッド・ドボジャークと対戦し、試合前のオッズでは3.2倍対1.4倍で不利と目されていたが、下馬評を覆し3-0の判定勝ち。パフォーマンス・オブ・ザ・ナイトを受賞した。
2024年3月2日、UFC Fight Night: Rozenstruik vs. Gazievでフライ級ランキング9位のマット・シュネルと対戦し、左フックで2RKO勝ち。パフォーマンス・オブ・ザ・ナイトを受賞した。
2024年5月4日、UFC 301のUFC世界フライ級タイトルマッチで王者アレッシャンドリ・パントージャに挑戦し、スタンドの攻防で優勢に立ったものの、僅差で0-3の5R判定負け。王座獲得に失敗した。
2024年8月18日、UFC 305でフライ級ランキング4位のカイ・カラ＝フランスと対戦し、左フックでダウンを奪われ、追撃の右ストレートで1RTKO負け。

## 戦績
| 総合格闘技 戦績 | 総合格闘技 戦績 | 総合格闘技 戦績 | 総合格闘技 戦績 | 総合格闘技 戦績 | 総合格闘技 戦績 | 総合格闘技 戦績 |
| --------------- | --------------- | --------------- | --------------- | --------------- | --------------- | --------------- |
| 17 試合         | (T)KO           | 一本            | 判定            | その他          | 引き分け        | 無効試合        |
| 13 勝           | 2               | 6               | 5               | 0               | 0               | 0               |
| 4 敗            | 1               | 0               | 3               | 0               | 0               | 0               |

| 勝敗 | 対戦相手                       | 試合結果                         | 大会名                                                       | 開催年月日     |
| ○    | オデー・オズボーン             | 5分3R終了 判定3-0                | UFC on ESPN 72: Dolidze vs. Hernandez                        | 2025年8月9日   |
| ×    | ブランドン・モレノ             | 5分5R終了 判定0-3                | UFC Fight Night: Moreno vs. Erceg                            | 2025年3月29日  |
| ×    | カイ・カラ＝フランス           | 1R 4:04 TKO（右ストレート）      | UFC 305: du Pressis vs. Adesanya                             | 2024年8月18日  |
| ×    | アレッシャンドリ・パントージャ | 5分5R終了 判定0-3                | UFC 301: Pantoja vs. Erceg 【UFC世界フライ級タイトルマッチ】 | 2024年5月4日   |
| ○    | マット・シュネル               | 2R 0:26 KO（左フック）           | UFC Fight Night: Rozenstruik vs. Gaziev                      | 2024年3月2日   |
| ○    | アレッサンドロ・コスタ         | 5分3R終了 判定3-0                | UFC 295: Procházka vs. Pereira                               | 2023年11月11日 |
| ○    | ダビッド・ドボジャーク         | 5分3R終了 判定3-0                | UFC 289: Nunes vs. Aldana                                    | 2023年6月10日  |
| ○    | 平井総一郎                     | 1R 1:46 リアネイキドチョーク     | Eternal MMA 73                                               | 2023年2月11日  |
| ○    | ポール・ロガ                   | 1R 2:31 ギロチンチョーク         | Eternal MMA 62 【EMMAフライ級タイトルマッチ】                | 2021年10月30日 |
| ○    | コーディ・ハドン               | 5分3R終了 判定3-0                | Eternal MMA 60                                               | 2021年6月5日   |
| ○    | シャノン・ロス                 | 1R 4:28 リアネイキドチョーク     | Eternal MMA 52 【EMMAフライ級タイトルマッチ】                | 2020年3月7日   |
| ○    | ポール・ロガ                   | 1R 1:31 TKO（左フック→パウンド） | Eternal MMA 47                                               | 2019年9月7日   |
| ○    | ティム・ムーア                 | 3R 3:15 肩固め                   | Eternal MMA 45                                               | 2019年5月25日  |
| ○    | マーク・ファミラーリ           | 1R 4:15 リアネイキドチョーク     | Eternal MMA 41                                               | 2019年3月2日   |
| ○    | チェ・スングク                 | 5分3R終了 判定3-0                | Hex Fight Series 15                                          | 2018年7月21日  |
| ×    | ショーン・グーチ               | 5分3R終了 判定0-3                | Hex Fight Series 11                                          | 2017年9月1日   |
| ○    | ライアン・ロバートソン         | 2R ギロチンチョーク              | Australia Regional                                           | 2016年2月26日  |

## 獲得タイトル
- Eternal MMAフライ級王座（2020年）

## 表彰
- UFC パフォーマンス・オブ・ザ・ナイト（2回）